# 駐約旦臺北經濟文化辦事處
駐約旦臺北經濟文化辦事處，亦稱駐約旦代表處，是中華民國政府派駐約旦哈希米王國的代表機構。
辦事處負責推動臺灣與約旦之間的雙邊關係，以及辦理護照、簽證、文件證明等领事相關業務，並提供僑民服務與旅外國人急難救助，功能等同邦交國的大使館。
館務轄區為埃及、伊拉克、黎巴嫩、利比亚、叙利亚等國家，並與駐臺拉維夫臺北經濟文化辦事處共同辦理巴勒斯坦約旦河西岸地區與加沙地带的領事業務。

## 歷史
1977年5月15日，中華民國在首都安曼設立駐約旦遠東商務處（Far East Commercial Office Amman, Hashemite Kingdom of Jordan）；11月25日，約旦在首都臺北設立約旦商務辦事處（The Jordanian Commercial Office）。
1992年3月25日，遠東商務處更名為中華民國（臺灣）商務辦事處（Commercial Office of the Republic of China (Taiwan) in Jordan），4月16日正式運作。是少數在無邦交國使用中華民國國號的駐外機構。
2018年4月27日，中華民國外交部發言人李憲章表示，約旦政府自2017年中，受中國大陸外交部門強力施壓，要求駐處更名，約旦於是請將駐處更名為駐約旦臺北經濟文化辦事處（Taipei Economic and Cultural Office in Jordan）。

## 外部連結
- 駐約旦臺北經濟文化辦事處的Facebook專頁